# Trác Lộc
Trác Lộc (chữ Hán giản thể: 涿鹿县) là một huyện thuộc địa cấp thị Trương Gia Khẩu, tỉnh Hà Bắc, Cộng hòa Nhân dân Trung Hoa. Huyện này nằm ở thượng lưu Vĩnh Định Hà, bên bờ Tang Cán Hà. Trác Lộc có diện tích 2802 ki-lô-mét vuông, dân số 330.000 người. Mã số bưu chính Trác Lộc là 075600. Huyện này được chia thành 1 khu, 8 trấn và 9 hương.
Tổng cộng có 373 thôn hành chính. Huyện lỵ đóng ở trấn Trác Lộc.